# Виноградова, Васса Кирилловна
Ва́сса Кири́лловна Виногра́дова (настоящая фамилия Коле́сникова; 20 августа (2 сентября) 1909 года, Удмуртское Гондырево, Вятская губерния, Российская империя — 21 сентября 1992 года, Ижевск) — советская актриса и певица, заслуженная и народная артистка Удмуртской АССР. Одна из первых профессиональных удмуртских актрис.

## Биография
Родилась 20 августа (2 сентября) 1909 года в деревне Удмуртское Гондырево ныне Алнашского района Удмуртии. После переезда в Ижевск в 1927 году окончила полугодовые курсы пропагандистов, не получив специального актёрского образования. Работала домработницей у тётки, состояла в профсоюзе домработниц.
С 1927 года работала токарем на Ижевском машиностроительном заводе. Параллельно занималась художественной самодеятельностью на заводе и в центральном удмуртском клубе, где выступала с сольными вокальными номерами. В этот же период обучалась в театральном техникуме.
На одном из концертов в 1931 году Вассу Кирилловну заметили К. А. Ложкин и И. Г. Гаврилов — режиссёр и художественный руководитель недавно открывшегося Удмуртского драматического театра. Они пригласили актрису на работу в театр. Васса Кирилловна дебютировала в роли Кушьи в спектакле «Батрак» по пьесе М. П. Петрова. Вскоре она стала одной из ведущих актрис театра. В её игре отмечали мастерство, с которым актриса подчёркивала национальное своеобразие героинь.
В 1936 году заняла 2-е место на конкурсе вокалистов им. П. И. Чайковского в Москве. В 1939 году в составе дуэта с К. К. Гавриловой получила диплом 1-го тура Всесоюзного конкурса артистов эстрады в Горьком.
За 29 лет сценической деятельности Васса Кирилловна сыграла более 100 ролей: Наталь («Зйбет зурка»), Чабъя («Камит Усманов»), Анна Андреевна («Ревизор»), Полина («Враги») и другие. В. К. Виноградова играла в основном властных и энергичных героинь. Актёрская игра отличалась внутренней сосредоточенностью и национальным своеобразием.

## Награды и звания
- Заслуженный артист Удмуртской АССР (1940)[4][5].
- Народный артист Удмуртской АССР (1952[4][5] или 1958[1][2]).
- Орден «Знак Почёта» (1958)[4][5].